# دوریدوس
دوریدوس (به انگلیسی: DoReDoS) گروه موسیقی اهل مولداوی است.